# معاون امور مجلس رئیس‌جمهور ایران
معاون امور مجلس یا معاون پارلمانی رئیس‌جمهور یکی از اعضای هیئت دولت جمهوری اسلامی ایران است. او وظیفهٔ ارتباط و تعامل با نمایندگان مجلس شورای اسلامی، برنامه‌ریزی به‌منظور ایجاد گفتمان مشترک دولت و نمایندگان به‌شکل فرد استانی-سیاسی-کمیسیونی، تعیین قوانین و لوایح اولویت‌دار از منظر دولت، هماهنگی درونی امور دولت در تعامل با مجلس، زمینه‌سازی برای حمایت از برنامه‌های راهبردی دولت لوایح جدید قانونی مدنظر دولت را بر عهده دارد.
همچنین معاون امور مجلس رئیس‌جمهور مانند دیگر معاونان وی از سوی رئیس‌جمهور انتخاب شده و احتیاج به رأی اعتماد مجلس ندارد.

## ساختار داخلی
- حوزهٔ معاونت
- معاونت امور تقنینی
- معاونت نظارت و هماهنگی

## فهرست
| ر. | نام     | نام                                  | نگاره | آغاز تصدی        | پایان تصدی       | دولت    | رئیس‌جمهور | م.    |
| -- | ------- | ------------------------------------ | ----- | ---------------- | ---------------- | ------- | --------- | ----- |
| ۱  |         | سید محمدرضا میرتاج‌الدینی (زادهٔ ۱۳۴۱) |       | ۲۲ شهریور ۱۳۸۸   | ۱۳۹۱             | دهم     | احمدی‌نژاد |       |
| ۲  |         | لطف‌الله فروزنده (زادهٔ ۱۳۴۰)          |       | ۱۳۹۱             | ۱۰ شهریور ۱۳۹۲   | دهم     | احمدی‌نژاد |       |
| ۳  |         | مجید انصاری (زادهٔ ۱۳۳۳)              |       | ۱۰ شهریور ۱۳۹۲   | ۲۲ تیر ۱۳۹۵      | یازدهم  | روحانی    |       |
| ۴  |         | حسینعلی امیری (زادهٔ ۱۳۴۵)            |       | ۲۲ تیر ۱۳۹۵      | ۲۹ مرداد ۱۴۰۰    | یازدهم  | روحانی    |       |
| ۴  | دوازدهم | حسینعلی امیری (زادهٔ ۱۳۴۵)            |       | ۲۲ تیر ۱۳۹۵      | ۲۹ مرداد ۱۴۰۰    |         | روحانی    |       |
| ۵  |         | سید محمد حسینی (زادهٔ ۱۳۴۰)           |       | ۲۹ مرداد ۱۴۰۰    | ۲۳ اردیبهشت ۱۴۰۳ | سیزدهم  | رئیسی     |       |
| ۶  |         | سید محمود حسینی‌پور (زادهٔ ۱۳۴۷)       |       | ۲۳ اردیبهشت ۱۴۰۳ | ۱۴ مرداد ۱۴۰۳    | سیزدهم  | رئیسی     | [ ۲ ] |
| ۷  |         | شهرام دبیری اسکویی (زادهٔ ۱۳۳۹)       |       | ۱۴ مرداد ۱۴۰۳    | ۱۶ فروردین ۱۴۰۴  | چهاردهم | پزشکیان   |       |
| ۸  |         | محسن اسماعیلی (زادهٔ ۱۳۴۴)            |       | ۲۶ فروردین۱۴۰۴   | در حال تصدی      | چهاردهم | پزشکیان   |       |